# Calycomyza ipomaeae
Calycomyza ipomaeae este o specie de muște din genul Calycomyza, familia Agromyzidae, descrisă de Frost în anul 1931. Conform Catalogue of Life specia Calycomyza ipomaeae nu are subspecii cunoscute.